# Болекбаев, Самансур Абикеевич
Самансур Болекбаев (25 августа 1918, Кызыл-Дыйкан, Пишпекский уезд, Семиреченская область, Туркестанская АССР, РСФСР — 6 апреля 1984, Фрунзе, Киргизская ССР) — советский киргизский прозаик, переводчик и сатирик, член Союза писателей СССР (с 1965 года). Заслуженный работник культуры Киргизской ССР (с 1978 года).

## Биография
Родился в 1918 году в селе Кызыл-Дыйкан (ныне — Московский район).
В 1937 году окончил Фрунзенский педагогический техникум. В студенческие годы работал корреспондентом республиканской молодёжной газеты «Ленинчил жаш». После окончания педагогического техникума работал в аппарате редакции газеты «Ленинчил жаш» литературным сотрудником, а затем заместителем редактора республиканской газеты «Кыргызстан пионери». С 1940 по 1941 год Болекбаев снова работал в молодёжной газете «Ленинчил жаш» на разных должностях. В годы Великой Отечественной войны находился в рядах Красной Армии. Был ранен.
Демобилизовавшись, с 1946 года он работал в газете «Кызыл Кыргызстан» литературным секретарём, а в последующие годы — переводчиком в газете «Ленинчил жаш» и на Киргизском радио. В то же время он учился на вечернем отделении в Киргизском государственном университете, где окончил три курса. В начале своей творческой деятельности он выступал как переводчик детской художественной литературы. Ещё до Великой Отечественной войны Болекбаев перевёл на киргизский язык рассказы «Пакет» Н. Пантелеева и «Гаврош» В. Гюго. Он сделал также достоянием киргизского читателя «Отверженных» В. Гюго и «Дон Кихота» Сервантеса, «Похождения бравого солдата Швейка» Я. Гашека, сказки Джанни Родари, а также произведения А. Гайдара, А. Рыбакова и других. Но больше всего талант писателя раскрылся в рассказах. В 1965 году вступил в Союз писателей СССР. Его рассказ «На всю жизнь», который перевёл Николай Кузьмичёв на русский язык, вошёл в сборник «С пером и автоматом». В сборник также вошли произведения Николая Чекменёва «Вьюга», Фёдора Самохина «Три острова», Сооронбая Джусуева «Из леса в лес».
Скончался в 1984 году во Фрунзе (ныне Бишкек).

## Награды
- Заслуженный работник культуры Киргизской ССР (1978)[4];
- Медаль «За отвагу»[4];
- Медаль «За победу над Японией»[4];
- Медаль «За победу над Германией в Великой Отечественной войне 1941—1945 гг.»[4].